# Giro del Veneto 1973
Il Giro del Veneto 1973, quarantaseiesima edizione della corsa, si svolse il 29 settembre 1973 su un percorso di 243,5 km. La vittoria fu appannaggio dell'italiano Franco Bitossi, che completò il percorso in 6h02'00", precedendo i connazionali Enrico Paolini e Wladimiro Panizza.
Sul traguardo di Montegrotto Terme terminarono la prova almeno 45 corridori.

## Ordine d'arrivo (Top 10)
| Pos. | Corridore          | Squadra        | Tempo    |
| ---- | ------------------ | -------------- | -------- |
| 1    | Franco Bitossi     | Sammontana     | 6h02'00" |
| 2    | Enrico Paolini     | Scic           | a 8"     |
| 3    | Wladimiro Panizza  | G.B.C.-Sony    | s.t.     |
| 4    | Giovanni Battaglin | Jollj Ceramica | a 10"    |
| 5    | Enrico Maggioni    | Dreherforte    | a 12"    |
| 6    | Pierino Gavazzi    | Jollj Ceramica | a 42"    |
| 7    | Tullio Rossi       | Dreherforte    | s.t.     |
| 8    | Alessio Antonini   | Jollj Ceramica | s.t.     |
| 9    | Davide Boifava     | Magniflex      | s.t.     |
| 10   | Giancarlo Bellini  | Molteni        | a 45"    |